# اوفلیا مالینوف
اوفلیا مالینوف (بلغاری: Офелия Малинов؛ زادهٔ ۲۹ فوریهٔ ۱۹۹۶) بازیکن والیبال زن بلغارتبار اهل ایتالیا است. وی در بازی‌های المپیک تابستانی ۲۰۲۰ شرکت کرده‌است.